# Diego Ortúñez de Calahorra
Diego Ortúñez de Calahorra (Nájera, La Rioja, primera mitad del siglo XVI – Madrid, segunda mitad del siglo XVI) fue un escritor español.

## Biografía
Bien pocos datos se tienen sobre él. Por el prólogo de su única novela conocida, la Primera parte del Espejo de príncipes y caballeros o El Caballero del Febo (Zaragoza, imprenta de Esteban de Nájera, 1555), se sabe que sirvió a Martín Cortés, hijo del conquistador Hernán Cortés, a quien dedica la obra. Aunque ya decaía la lectura de libros de caballerías, fue el último éxito importante del género y el título se reimprimió seis veces más en el siglo XVI, y alguna vez después (1617 y 1623). Incluso Pedro de la Sierra, infanzón de Cariñena, escribió una segunda parte (Alcalá de Henares: Juan Íñiguez de Lequerica, 1580) y un tal Marcos Martínez una tercera en 1587; Margaret Tyler la tradujo al inglés en 1578, con reediciones en la misma lengua en 1580 y 1599; luego se tradujo al francés, al italiano y al alemán. Y, al parecer, inspiró la comedia de Pedro Calderón de la Barca El Castillo de Lindabridis y la de Juan Pérez de Montalbán Para nosotros amantes, para con todos hermanos, además de algunos romances del Romancero historiado de Lucas Rodríguez (Alcalá de Henares, 1582) y La toledana discreta (Alcalá de Henares, 1604) de Eugenio Martínez. El episodio de la nekyia de la cueva del Artidón, además, parece haber inspirado el de la cueva de Montesinos en la segunda parte del Quijote de Miguel de Cervantes.
La novela, en tres libros, relata las hazañas del Caballero del Febo, hijo del emperador Trebario de Grecia, y su esposa Briana de Hungría; así como de su hermano gemelo Rosicler, y los amores de aquel con Lindailes, princesa del Catay, y con Claridiana, emperatriz de Trapisonda, a la que finalmente desposa. Sigue fundamentalmente el modelo del Amadís de Gaula de Garci Rodríguez de Montalvo, pero innova aportando más seriedad, sobriedad y moralidad, intentando hacer de ella un espejo de príncipes, lo que apreció Miguel de Cervantes valorando positivamente esta obra en el Quijote. La intención de docere, educar, es la privativa del autor, quien acumula al lado de las peripecias propias del género los consejos morales edificantes; aparece también el motivo de la doncella guerrera, la virgo bellatrix, en el personaje de Claridiana. Con esta obra se inició el ciclo caballeresco del Espejo de príncipes y caballeros o del Caballero del Febo, compuesto además por cinco continuaciones.

## Obras
- Espejo de príncipes y caballeros. En el cual se cuentan los inmortales hechos del Caballero del Febo y de su hermano Rosicler hijos del grande Emperador Trebacio. Con las altas caballerías y muy extraños amores de la muy hermosa y extremada princesa Claridiana y de otros altos príncipes y caballeros, Zaragoza, Imprenta de Esteban de Nájera, 1555 (The Mirrour of Princely Deedes and Knighthood, trad. de M. Taylor, London, Thomas East, 1578; ed., introd. y notas de Daniel Eisenberg, Madrid, Espasa Calpe, 1975, 6 vols.).